# Röttgen (Bergisch Gladbach)
Röttgen war eine Hofstelle im Königsforst an der Brüderstraße (Köln–Siegen) im Stadtteil Moitzfeld von Bergisch Gladbach. Sie wurde komplett geschleift. Mit einem Teil der Ziegelsteine hat man den Weg befestigt.

## Geschichte
Aus einer Siedlungsgründung der hochmittelalterlichen Rodeepoche (1000–1300) entwickelte sich die Hofstelle Röttgen. Im Urkataster wird sie mit dem Namen Am untersten Rötchen südlich der Landstraße/Aggerstraße verzeichnet. Der Hof Röttgen gehörte zu den freiadligen Gütern der Grafen von Berg als Burglehen an seine Burgsassen zur Gegenleistung für den Treueeid und die Verpflichtung zum Waffendienst.
Durch den aufblühenden Bergbau im Bensberger Erzrevier wuchs die Einwohnerzahl 1870 auf 27 Personen. Durch den Niedergang der Montanindustrie ab 1927 sank die Zahl auf 13 Bewohner. In den 1970er Jahren wurde die Bundesautobahn 4 von Köln nach Olpe weitergebaut. Weil sie unmittelbar nördlich an Röttgen heranreichte, musste die Siedlung aufgegeben werden.
Der Siedlungsname Rötgen oder Rötchen geht auf die mittelhochdeutsche Bezeichnung riuten oder roten zurück und steht für roden, urbar machen. Röttgen war also die Stelle einer Rodung zum Zweck der Flurerweiterung oder der Siedlung.